# The Two of Us (Sonny & Cher)
The Two of Us è un album di raccolta del duo musicale statunitense Sonny & Cher, pubblicato nel 1972.

## Tracce
LATO A
1. I Got You Babe – 3:09 (Sonny Bono)
2. Unchained Melody – 3:48 (testo: Hy Zaret – musica: Alex North)
3. Then He Kissed Me – 2:51 (testo: Ellie Greenwich, Jeff Barry – musica: Phil Spector, Jeff Barry)
4. Sing C'est La Vie – 3:37 (Sonny Bono, Charles Green, Brian Stone)
5. It's Gonna Rain – 2:23 (Sonny Bono)
6. Baby Don't Go' – 3:05 (Sonny Bono)

LATO B
1. Just You – 3:36 (Sonny Bono)
2. The Letter – 2:09 (Don Harris, Dewey Terry)
3. The Letter – 2:25 (testo: Manny Curtis, Pierre Delanoë – musica: Gilbert Bécaud)
4. You Don't Love Me – 2:32 (Tommy Raye)
5. You've Really Got a Hold on Me – 2:24 (Smokey Robinson)
6. Why Don't They Let Us Fall in Love – 2:29 (testo: Ellie Greenwich, Jeff Barry – musica: Phil Spector, Jeff Barry)

LATO C
1. The Beat Goes On – 3:23 (Sonny Bono)
2. A Groovy Kind of Love – 2:20 (testo: Carole Bayer Sager – musica: Toni Wine)
3. You Baby – 2:45 (Phil Spector)
4. Monday – 2:55 (Sonny Bono)
5. Love Don't Come – 3:05 (Sonny Bono)
6. Podunk – 2:53 (Sonny Bono)

LATO D
1. Little Man – 3:15 (Sonny Bono)
2. We'll Sing in the Sunshine – 2:40 (Gale Garnett)
3. Misty Roses – 3:05 (Tim Hardin)
4. Stand By Me – 3:40 (testo: Jerry Leiber e Ben E. King – musica: Mike Stoller)
5. Living For You – 3:30 (Sonny Bono)
6. Cheryl's Goin' Home – 2:40 (Bob Lind)